# Kobayashi (oraș)
- Prezentul articol se referă la oraș. Pentru alte utilizări, a se vedea Kobayashi (dezambiguizare).

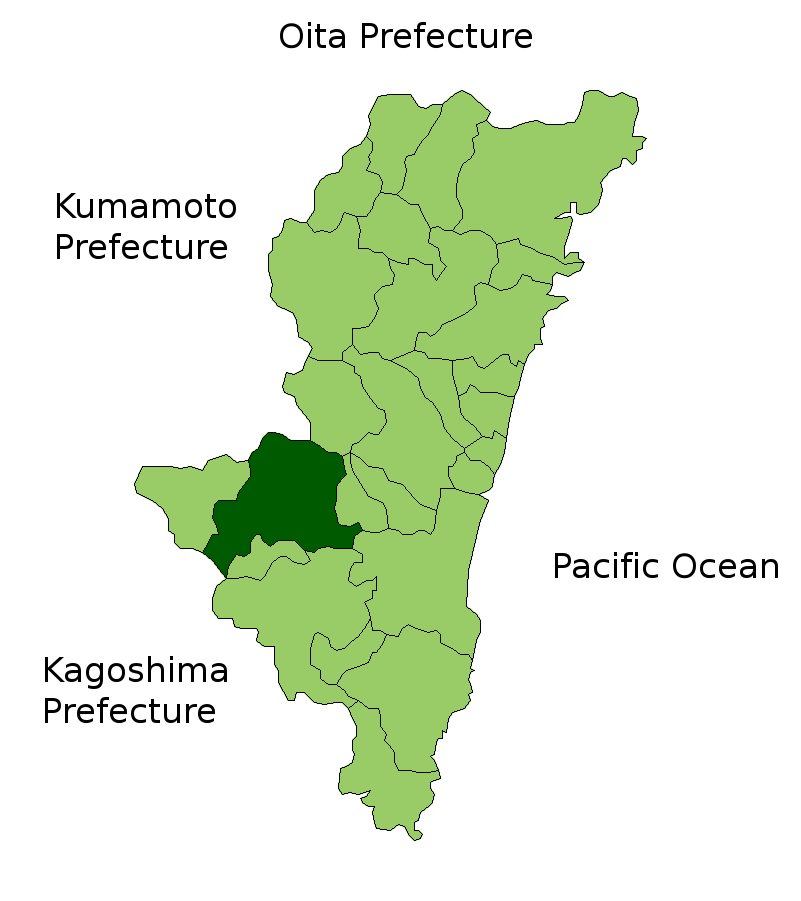

Kobayashi (小林市 Kobayashi-shi?) este un municipiu din Japonia, prefectura Miyazaki.